# Mr.Children 2011-2015
『Mr.Children 2011-2015』（ミスター・チルドレン にせんじゅういち にせんじゅうご）は、日本のバンド・Mr.Childrenのベスト・アルバム。2022年5月11日にトイズファクトリーより発売された。

## 音楽性
Mr.Childrenのメジャー・デビュー30周年を記念したベスト・アルバム。CDは2枚組で、DISC 1は「STUDIO盤」、DISC 2は「LIVE盤」となっている。
「STUDIO盤」には、2011年から2015年に発表された楽曲を全曲リマスタリングしたうえで収録。ただし、シングル曲としては3rd配信限定シングル『かぞえうた』のみ未収録となり、18thアルバム『REFLECTION』収録曲は、同時発売のベスト・アルバム『Mr.Children 2015-2021 & NOW』に跨って収録されている。マスタリングはギャビン・ラーセンが担当。
「LIVE盤」には、『Mr.Children 30th giving 1』と題し、1992年から2000年までに発表された楽曲のうち全13曲を過去のライブ音源で収録している。選曲はスタッフによるもので、マスタリングは内田孝弘 (FLAIR MASTERING WORKS) が担当。

## リリース
初回生産限定盤と通常盤の2形態で発売。初回生産限定盤は2CD+DVD、通常盤は2CDのみ。スリーブケース、紙ジャケット仕様となっている。DVDには、メンバー4人のトークおよび過去のライブ映像などで構成されたドキュメンタリー映像『Mr.Children -THEN-』が収録されている。また、初回生産限定盤および通常盤初回プレス分には、ウェブサイト『SPECIAL ENTRANCE 1』（後述）を視聴するためのシリアルナンバーが封入される。購入先によって異なる先着特典も用意された（後述）。DVDの監督は稲垣哲朗 (KITE Inc.) が担当。
ベスト・アルバム『Mr.Children 2015-2021 & NOW』と同時発売。Mr.Childrenのベスト・アルバムとしては『Mr.Children 2001-2005 <micro>』『Mr.Children 2005-2010 <macro>』以来10年ぶり、通算5枚目となる。
2022年7月15日より「STUDIO盤」のみダウンロード・サブスクリプション配信が開始された。
なお、4枚組となる本作のレコード盤がメンバー4人分のみ生産され、2022年5月10日に開催されたドーム・スタジアムツアー『Mr.Children 30th Anniversary Tour 半世紀へのエントランス』東京ドーム公演の終演後に関係者より贈られている。

### 店舗特典
| 対象店舗                                                        | 特典内容                             |
| --------------------------------------------------------------- | ------------------------------------ |
| エンジンオフィシャルストア                                      | オリジナルステッカーセット           |
| TOY'S STORE                                                     | 厚紙ミニポスター                     |
| 楽天ブックス                                                    | アクリルキーホルダー                 |
| TOWER RECORDS全店（オンライン含む）                             | スクエア缶バッチ（サイズ 58mm×58mm） |
| TSUTAYA RECORDS（一部店舗除く） / TSUTAYAオンラインショッピング | A4クリアファイル                     |
| HMV / HMV&BOOKS online（一部店舗除く）                          | コースター（水に強いPP製）           |
| セブンネットショッピング                                        | トート型エコバック                   |
| Amazon.co.jp                                                    | メガジャケ                           |
| 全国CDショップ                                                  | オリジナルステッカー                 |

## プロモーション
本作発売発表と同時にMr.Childrenの公式Instagramおよび公式Twitter（現：X）が開設された。
また、本作発売前日となる2022年5月10日から6月26日および7月2日から18日までの期間、本作のアートディレクターを担当した森本千絵が手掛けるアトリエ&ショップ「goen°」にて、アートワーク展『Dear Mr.Children展』が開催された。

## アートワーク
本作のアートディレクターは森本千絵が担当。ジャケットの写真は瀧本幹也によるもので、人と人とが抱き合い距離を縮め、音楽と共に溶け合って1つの色になってゆく姿をイメージしている。 森本は「二人の男女がコロナ禍を経たこの三十周年という場所で再び出会い、音楽と共に生きていく現れ」と語っている。また、同じく森本が手掛けた15thアルバム『SUPERMARKET FANTASY』のジャケットに写っていた男女2人が成長して大人になったストーリーも想起させている、とのこと。
本作と、同時発売されたベスト・アルバム『Mr.Children 2015-2021 & NOW』のスリーブケースの背表紙を並べると、「エントランスタワー」が完成する仕掛けになっている。これは、ツアータイトルである「半世紀のエントランス」（後述）から森本が発想したもので、様々な建物のエントランスを撮影した写真を積み重ねているタワーである。このタワーは、同ツアーのオープニング映像や、本作のCMでも登場している。

## ツアー
本作発売前後の2022年4月23日から6月19日まで、6会場12公演に渡るドーム・スタジアムツアー『Mr.Children 30th Anniversary Tour 半世紀へのエントランス』を開催、約60万人を動員した。これに先立ち、2022年4月8日 - 9日には、ファンクラブ会員限定ライブ『FATHER & MOTHER Special Prelive エントランスのエントランス』を東京ガーデンシアターで開催された。
サポートメンバーとしてSUNNY（キーボード・コーラス）が参加し、計5人編成での演奏、パフォーマンスとなった。20thアルバム『SOUNDTRACKS』発売に伴うツアーはコロナ禍により実施されなかったため、Mr.Childrenとしては『Mr.Children Dome Tour 2019 "Against All GRAVITY"』以来、約3年ぶりのツアー開催となった。新型コロナウイルス感染症対策として、観客は歓声禁止および常時マスク着用したうえでの鑑賞となった。ドーム公演では、出来るだけ多くの楽曲を選曲したいという思いから、日替わりでセットリストを変更するという初の試みが行なわれた。ツアーのオープニングでは、本作のジャケットをモチーフとした「エントランス映像」が使用された。
ツアータイトルである「半世紀へのエントランス」には、バンドが30周年を通過点として、50周年を目指すという思いが込められている。ツアータイトルについて、桜井和寿は自身が50歳を迎えた時に何かを満了した気持ちになってしまったこと命名理由として挙げており、次のように語っている。
| 「                                            | 1つ区切りができることで、そこで満了するような感じになるのがイヤだったんです。自分が50歳になったとき、ちょっとそういう気持ちになったんですよ。50歳から51歳の1年間は自分の中でなかなかエンジンがかからなかったんですけど、51歳になったときに、なぜか「ここからまた始めるんだ」という気持ちになって。数字の暗示にかかってしまったというか……そんな経験もあったので、「30周年は単なる入り口でしかない」と思いたかったんです。そういう言霊を掲げて、さらに先に進んでいけたらいいなと。 | 」 |
| —桜井和寿（「音楽ナタリー」インタビューより） | |    |

ツアー最終日となる2022年6月19日に行なわれた大阪・ヤンマースタジアム長居公演およびメジャー・デビュー30周年記念日でもある5月10日に行なわれた東京ドーム公演の模様は、ライブ・ビデオ『Mr.Children 30th Anniversary Tour 半世紀へのエントランス』で映像化されたほか、2022年12月30日公開の東宝配給映画『Mr.Children「GIFT for you」』でも両公演の映像が使用された。また、5月10日の東京ドーム公演については、2022年5月22日より1週間限定で有料配信された。

## チャート成績
初週で約18.5万枚を売り上げ、2022年5月23日付のオリコン週間アルバムチャート、および5月18日公開のBillboard JAPAN週間総合アルバムチャート「Billboard Japan Hot Albums」で共に初登場2位を獲得。同時発売された『Mr.Children 2015-2021 & NOW』は初登場1位となり、両チャートで1位・2位を独占した。同一アーティストによるアルバムチャートの1位・2位独占は、2019年にSEKAI NO OWARIが『Lip』『Eye』で記録して以来、約3年ぶりとなる。また、自身にとっては、2012年に『Mr.Children 2001-2005 <micro>』『Mr.Children 2005-2010 <macro>』で記録して以来約10年ぶり3度目のアルバムチャートの1位・2位独占となり、これはオリコン史上初である。

## 収録内容
| 全作詞・作曲: 桜井和寿。 |                      |           |            |                        |                                                          |      |
| #                        | タイトル             | 作詞      | 作曲・編曲 | 編曲                   |                                                          | 時間 |
| 1.                       | 「hypnosis」         | 桜井和寿  | 桜井和寿   | Mr.Children & 小林武史 | 弦編曲: 小林武史 & 四家卯大                              | 5:59 |
| 2.                       | 「REM」              | 桜井和寿  | 桜井和寿   | Mr.Children & 小林武史 |                                                          | 4:31 |
| 3.                       | 「Marshmallow day」  | 桜井和寿  | 桜井和寿   | Mr.Children & 小林武史 | 管・弦編曲: 小林武史 & 四家卯大                          | 4:17 |
| 4.                       | 「祈り 〜涙の軌道」  | 桜井和寿  | 桜井和寿   | Mr.Children & 小林武史 | 弦編曲: 小林武史 & 四家卯大                              | 5:44 |
| 5.                       | 「End of the day」   | 桜井和寿  | 桜井和寿   | Mr.Children & 小林武史 | 管・弦編曲: 小林武史 & 四家卯大                          | 5:50 |
| 6.                       | 「pieces」           | 桜井和寿  | 桜井和寿   | Mr.Children & 小林武史 | 弦編曲: 小林武史 & 四家卯大                              | 6:35 |
| 7.                       | 「常套句」           | 桜井和寿  | 桜井和寿   | Mr.Children & 小林武史 | 弦編曲: 小林武史 & 四家卯大                              | 4:07 |
| 8.                       | 「Melody」           | 桜井和寿  | 桜井和寿   | Mr.Children & 小林武史 | 弦編曲: 小林武史 & 四家卯大、管編曲: 小林武史 & 山本拓夫 | 5:03 |
| 9.                       | 「足音 〜Be Strong」 | 桜井和寿  | 桜井和寿   | Mr.Children            | 弦編曲: 桜井和寿 & 四家卯大                              | 5:01 |
| 10.                      | 「忘れ得ぬ人」       | 桜井和寿  | 桜井和寿   | 森俊之                 | 弦編曲: 森俊之                                           | 5:19 |
| 11.                      | 「放たれる」         | 桜井和寿  | 桜井和寿   | Mr.Children & 小林武史 | 弦編曲: 小林武史 & 四家卯大                              | 5:35 |
| 12.                      | 「幻聴」             | 桜井和寿  | 桜井和寿   | Mr.Children & 小林武史 |                                                          | 5:33 |
| 13.                      | 「進化論」           | 桜井和寿  | 桜井和寿   | Mr.Children            |                                                          | 5:44 |
| 14.                      | 「未完」             | 桜井和寿  | 桜井和寿   | Mr.Children            | 弦編曲: 桜井和寿 & 四家卯大                              | 4:51 |
| 合計時間:                | 合計時間:            | 合計時間: | 合計時間:  | 74:09                  |                                                          |      |

| 全作詞: 桜井和寿。 |                                                                                |           |                     |                        |      |
| #                  | タイトル                                                                       | 作詞      | 作曲                | 編曲                   | 時間 |
| 1.                 | 「innocent world」(『【es】 Mr.Children in FILM / 1995 Tour Atomic Heart』)    | 桜井和寿  | 桜井和寿            | 小林武史               | 7:22 |
| 2.                 | 「Dance Dance Dance」(『【es】 Mr.Children in FILM / 1995 Tour Atomic Heart』) | 桜井和寿  | 桜井和寿 & 小林武史 | 小林武史               | 5:44 |
| 3.                 | 「抱きしめたい」(『regress or progress '96-'97 IN TOKYO DOME』)                | 桜井和寿  | 桜井和寿            | 小林武史               | 5:55 |
| 4.                 | 「CROSS ROAD」(『Mr.Children "HOME" TOUR 2007 〜in the field〜』)              | 桜井和寿  | 桜井和寿            | Mr.Children & 小林武史 | 5:10 |
| 5.                 | 「Tomorrow never knows」(『Mr.Children Tour 2018-19 重力と呼吸 in TAIPEI』)    | 桜井和寿  | 桜井和寿            | Mr.Children            | 5:21 |
| 6.                 | 「シーソーゲーム 〜勇敢な恋の歌〜」(『ap bank fes '12 Fund for Japan』)        | 桜井和寿  | 桜井和寿            | Mr.Children & 小林武史 | 5:32 |
| 7.                 | 「名もなき詩」(『regress or progress '96-'97 IN TOKYO DOME』)                  | 桜井和寿  | 桜井和寿            | 小林武史               | 5:26 |
| 8.                 | 「ニシエヒガシエ」(『Mr.Children Stadium Tour 2015 未完』)                     | 桜井和寿  | 桜井和寿            | Mr.Children            | 5:44 |
| 9.                 | 「光の射す方へ」(『Mr.Children Stadium Tour 2015 未完』)                       | 桜井和寿  | 桜井和寿            | Mr.Children            | 7:00 |
| 10.                | 「つよがり」(『Mr.Children Tour 2009 〜終末のコンフィデンスソングス〜』)       | 桜井和寿  | 桜井和寿            | Mr.Children & 小林武史 | 5:15 |
| 11.                | 「口笛」(LIVE FILM『Mr.Children REFLECTION』)                                  | 桜井和寿  | 桜井和寿            | Mr.Children            | 6:00 |
| 12.                | 「NOT FOUND」(『Mr.Children Tour 2018-19 重力と呼吸』)                         | 桜井和寿  | 桜井和寿            | Mr.Children            | 5:25 |
| 13.                | 「終わりなき旅」(『Mr.Children STADIUM TOUR 2011 SENSE -in the field-』)       | 桜井和寿  | 桜井和寿            | Mr.Children & 小林武史 | 7:16 |
| 合計時間:          | 合計時間:                                                                      | 合計時間: | 合計時間:           | 77:10                  |      |

| #  | タイトル                                     | 作詞 | 作曲・編曲 | 時間  |
| -- | -------------------------------------------- | ---- | ---------- | ----- |
| 1. | 「『Mr.Children -THEN-』TALK & DOCUMENTARY」 |      |            | 30:05 |

## 楽曲解説

### DISC 1
1. hypnosis
  - 4th配信限定シングル。
  - 日本テレビ系水曜ドラマ『トッカン -特別国税徴収官-』主題歌[45]。
2. REM
  - 5th配信限定シングル。
  - 東宝配給映画『リアル 〜完全なる首長竜の日〜』主題歌[46]。
3. Marshmallow day
  - 17thアルバム『[(an imitation) blood orange]』収録曲。
  - 資生堂「MAQuillAGE」CMソング[45]。
4. 祈り 〜涙の軌道
  - 34thシングル。
  - 東宝/アスミック・エース配給映画『僕等がいた 前篇』主題歌[47]。
5. End of the day
  - 34thシングル。
6. pieces
  - 34thシングル。
  - 東宝/アスミック・エース配給映画『僕等がいた 後篇』主題歌[47]。
7. 常套句
  - 17thアルバム『[(an imitation) blood orange]』収録曲。
  - フジテレビ系ドラマ『遅咲きのヒマワリ 〜ボクの人生、リニューアル〜』主題歌[48]。
8. Melody
  - 35thシングル『足音 〜Be Strong』カップリング曲。
  - コーセー「エスプリーク」CMソング[49]。
9. 足音 〜Be Strong
  - 35thシングル。
  - フジテレビ系月9ドラマ『信長協奏曲』主題歌[50]。
  - 東宝配給映画『信長協奏曲』主題歌[51]。
  - 住友生命「あなたは、つづく。足音 ～Be Strong篇」CMソング[52]。
10. 忘れ得ぬ人
  - 18thアルバム『REFLECTION』収録曲。
11. 放たれる
  - 6th配信限定シングル。
  - 東宝配給映画『青天の霹靂』主題歌[53]。
12. 幻聴
  - 18thアルバム『REFLECTION』収録曲。
13. 進化論
  - 18thアルバム『REFLECTION』収録曲。
  - 日本テレビ系情報番組『NEWS ZERO』2015年度テーマソング[54]。
14. 未完
  - 18thアルバム『REFLECTION』収録曲。

### DISC 2
1. innocent world
  - 5thシングル。
  - 映画『【es】 Mr.Children in FILM』および『Mr.Children '95 Tour Atomic Heart』の音源。
2. Dance Dance Dance
  - 4thアルバム『Atomic Heart』収録曲。
  - 映画『【es】 Mr.Children in FILM』および『Mr.Children '95 Tour Atomic Heart』の音源。
3. 抱きしめたい
  - 2ndシングル。
  - 『Mr.Children TOUR "REGRESS OR PROGRESS" '96～'97 FINAL』の音源。
4. CROSS ROAD
  - 4thシングル。
  - 『Mr.Children HOME TOUR 2007 -in the field-』の音源。
  - キーを半音下げて演奏されている。
5. Tomorrow never knows
  - 6thシングル。
  - 『Mr.Children Tour 2018-19 重力と呼吸』台湾公演の音源。
  - 同公演の映像はMr.Childrenの公式YouTubeチャンネルで公開されているのみである[注 2]ため、正式な音源化はこれが初となる。
6. シーソーゲーム 〜勇敢な恋の歌〜
  - 9thシングル。
  - 『ap bank fes '12 Fund for Japan』の音源。
  - 曲の前に桜井和寿によるMCも収録されている。
7. 名もなき詩
  - 10thシングル。
  - 『Mr.Children TOUR "REGRESS OR PROGRESS" '96～'97 FINAL』の音源。
8. ニシエヒガシエ
  - 14thシングル。
  - 『Mr.Children Stadium Tour 2015 未完』の音源。
9. 光の射す方へ
  - 16thシングル。
  - 『Mr.Children Stadium Tour 2015 未完』の音源。
10. つよがり
  - 9thアルバム『Q』収録曲。
  - 『Mr.Children Tour 2009 〜終末のコンフィデンスソングス〜』の音源。
11. 口笛
  - 18thシングル。
  - 映画『Mr.Children REFLECTION』および『Mr.Children FATHER & MOTHER 21周年祭ファンクラブツアー』の音源。
12. NOT FOUND
  - 19thシングル。
  - 『Mr.Children Tour 2018-19 重力と呼吸』の音源。
  - 曲の前に桜井によるMCも収録されている。
13. 終わりなき旅
  - 15thシングル。
  - 『Mr.Children STADIUM TOUR 2011 SENSE -in the field-』の音源。
  - 曲の前に桜井によるMCも収録されている。

## SPECIAL ENTRANCE 1
『SPECIAL ENTRANCE 1』は、本作の初回生産限定盤および通常盤初回プレス分の購入者限定のウェブサイトで、2022年5月10日から2023年5月9日の期間限定で下記の特典映像が公開された。
| #         | タイトル                                                                 | 作詞  | 作曲・編曲 | 時間  |
| --------- | ------------------------------------------------------------------------ | ----- | ---------- | ----- |
| 1.        | 「Memories Sessions」                                                    |       |            | 11:38 |
| 2.        | 「Tomorrow never knows from B'z presents UNITE #01」                     |       |            | 5:12  |
| 3.        | 「口笛 from B'z presents UNITE #01」                                     |       |            | 5:59  |
| 4.        | 「DANCING SHOES from B'z presents UNITE #01」                            |       |            | 3:39  |
| 5.        | 「永遠 from FATHER & MOTHER Special Prelive エントランスのエントランス」 |       |            | 6:11  |
| 6.        | 「CHILDREN'S WORLD at Shibuya Lamama」                                   |       |            | 4:24  |
| 合計時間: | 合計時間:                                                                | 37:03 |            |       |

また、『Memories Sessions』とは、2020年12月24日よりMr.Childrenの公式YouTubeチャンネルで1週間の期間限定で公開されていたセッション映像で、「Documentary film」「memories」が演奏されている。このセッションでは小林武史（ピアノ）や四家卯大（チェロ）、沖祥子（ヴァイオリン）、下川美帆（ヴァイオリン）、菊地幹代（ヴィオラ）が演奏に参加した。

## 参加ミュージシャン
- Mr.Children
  - 桜井和寿：Vocal & Guitar
  - 田原健一：Guitar
  - 中川敬輔：Bass
  - 鈴木英哉：Drums

### DISC 1
- 小林武史：Keyboards (#1 - #8, #11, #12)
- 安達練：Computer Programming (#2, #8, #11, #12)
- 森安裕之：Computer Programming (#2, #8 - #14)
- 山本拓夫：Sax (#3, #5, #8)
- 西村浩二：Trumpet (#3, #5, #8)
- 中川英二郎：Trombone (#3, #5)
- 村田陽一：Trombone (#8)
- 森俊之：Piano (#10)
- SUNNY：Keyboards (#9, #13)
- ナオト・インティライミ：Chorus (#5)
- 四家卯大：Cello (#1, #3 - #9, #11, #14)
- 沖祥子：Violin (#1, #3 - #9, #11, #14)
- 四家卯大ストリングス：Strings (#1, #3 - #9, #11, #14)
- 金原千恵子：Strings (#10)
- 金原千恵子ストリングス：Strings (#10)

### DISC 2
- 小林武史：Keyboards (#4, #6, #10, #13)
- 松本賢：Keyboards (#1 - #3, #7)
- 浦清英：Keyboards (#1 - #3, #7)
- 小幡英之：Sax (#1 - #3, #7)
- 長田功：Trumpet (#1 - #3, #7)
- 河口修二：Guitar (#3, #7)
- 山本拓夫：Sax (#4)
- 西村浩二：Trumpet (#4)
- SUNNY：Keyboards & Chorus (#5, #8, #9, #11, #12)
- 世武裕子：Keyboards & Chorus (#5, #12)
- ナオト・インティライミ：Chorus (#10)
- 四家卯大：Cello (#4)
- 沖祥子：Violin (#4)
- 伊勢三木子：Violin (#4)
- 菊地幹代：Viola (#4)
- 登坂亮太：Chorus (#4)

## テレビ出演
| 番組名                   | 日付          | 放送局     | 演奏曲           |
| ------------------------ | ------------- | ---------- | ---------------- |
| SONGS                    | 2022年5月12日 | NHK総合    | ヒカリノアトリエ |
| SONGS                    | 2022年5月12日 | NHK総合    | 永遠             |
| SONGS                    | 2022年5月12日 | NHK総合    | 生きろ           |
| ミュージックステーション | 2022年5月13日 | テレビ朝日 | 生きろ           |
| ミュージックステーション | 2022年5月13日 | テレビ朝日 | GIFT             |